# Johnny Sines
John Alfred Sines, detto Johnny (Flora, 13 agosto 1914 – Manatee, 16 aprile 1978), è stato un cestista e allenatore di pallacanestro statunitense, professionista nella NBL.

## Palmarès
- All-NBL First Team (1939)